# Клод Брикс
Проф. Клод Брикс (Claude Brixhe), рођен 20. априла 1933 у Серувилу у Мерт и Мозел и преминуо 2. марта 2021, у Арс-Лакуенеки у Мозелу, био је француски је хелениста и језикословац, специјализован за историју грчког језика и негрчких језика Мале Азије, укључујући Фригијски.
Предавао је од 1965 до 1998 на Универзитету Нанси-2 где је био професор емеритус и дописни члан Академије натписа и краснописа (лепог писања) од 1993 до своје смрти.

## Биографија
Рођен од оца радника, а затим  предрадника у Француској националној железници (СНЦФ) и мајке самосталне кројачице која је постала управница продавнице, Клод Брикс је студирао у Лонгвију, а затим у Нансију. Након курса класике на Факултету књижевности у Нансију, примљен је у вишу школу за наставнике и професоре 1956 и за време студирања до 1958 предавао је у средњој школи Фаберт у Мецу од 1956 до 1963 године.
Као асистент грчког на Факултету књижевности у Стразбуру од 1963 до 1965 године, а од 1965 именован је за предавача на Факултету књижевности у Нансију-2. Након тезе посвећене грчком дијалекту Памфилије одбрањене 1974. године под руководством Пјера Шантрена, 1976 постаје професор античке лингвистике на Универзитету Нанси-2.
Он је створио и водио Издаваштво универзитета у Нансију.

### Политичка посвећеност
Клод Брикс је водио кампању у оквиру Националне уније високог образовања и Јединствене социјалистичке партије, чак је био и кандидат на кантоналним и законодавним изборима. Подржао је и кандидатуру Алена Кривинеа за председника Републике.

## Дела
Поред списка бројних публикација , може се навести:
- Грчки дијалект Памфилије. Документи и граматика , Парис, Маисоннеуве, 1976 (= Библиотека Француског института за анадолске студије у Истанбулу, том XXVI, 19).
- (са Мицхелом Лејеунеом ) Корпус палео-фригијских натписа, Париз, Издања Истраживања о цивилизацијама, 1984 (= Француски институт за анадолске студије, “ Меморија », n 45).
- Фонетика и фонологија старогрчког И. Нека велика питања , Библиотека бележница Института за језикословље у Лувену 82, Лоуваин-ла-Неуве, Питерс, 1996.
- Стеле и језик Пизидије, Нанси-Париз, збирке античких студија, издања ХАС. Д. АР - Де Бокар, 2016.